# Thomas Taranu
Thomas Taranu (* 15. August 1987) ist ein deutscher Kunstturner rumänischer Abstammung.
Thomas Taranu ist Sportsoldat und lebt in Niefern. Er startet für KTV Straubenhardt und wird von Alexej Griegoriev trainiert. Seine Spezialgeräte sind die Ringe und der Mehrkampf. Taranu war schon als Junior erfolgreich. Bei den Jugend-Europameisterschaften 2004 gewann er mit der Mannschaft die Silbermedaille und verpasste als Viertplatzierter an den Ringen eine Einzelmedaille. Am Boden, den Ringen und dem Reck wurde er Deutscher Juniorenmeister, 2005 am Reck und den Ringen.
Seit 2006 startet Taranu bei den Männern im Leistungsbereich. Einen ersten erfolgreichen internationalen Einsatz hatte er beim Weltcup in Gent, wo er Elfter an den Ringen wurde. 2009 nahm er in London erstmals an Weltmeisterschaften teil, wo er 228. des Mehrkampfes und 52. an den Ringen wurde. 2010 gewann er mit Philipp Boy, Fabian Hambüchen, Sebastian Krimmer, Eugen Spiridonov und Matthias Fahrig in der deutschen Mannschaft in Rotterdam bei den Weltmeisterschaften die Mannschafts-Bronzemedaille hinter den Teams aus China und Japan. Bestes Einzelergebnis war ein 12. Rang an den Ringen. Auch bei den Einzel-Europameisterschaften 2011 in Berlin war der siebte Rang an den Ringen das beste Resultat, im Mehrkampf belegte Taranu Rang 127. Die Weltmeisterschaften 2011 in Tokyo brachten einen sechsten Rang mit der Mannschaft, im Einzel-Mehrkampf erreichte er Platz 247, bestes Einzelergebnis war Rang 22 an den Ringen.
National gewann Taranu 2006 am Pauschenpferd mit Bronze seine erste Medaille bei den deutschen Meisterschaften. 2009 wurde er Dritter an den Ringen, 2010 im Mehrkampf und am Boden. Zudem gewann er an den Ringen seinen ersten nationalen Titel. 2011 kamen Vizemeistertitel an den Ringen und im Sprung sowie ein dritter Platz am Boden hinzu. 2012 wurde er Vizemeister am Boden und Dritter an den Ringen. Bei der ersten Olympiaqualifikation lag Taranu auf dem dritten Rang, bei den entscheidenden zweiten Wettbewerben fiel er auf den sechsten Rang zurück und verpasste damit um einen Platz die Olympiaqualifikation. Für die Olympischen Spiele in London ist er Ersatzmann, aber nicht offiziell vom Deutschen Olympischen Sportbund nominiert worden.

## Belege
1. ↑  KTV-Turner Thomas Taranu sammelt gute Argumente im Kampf um ein Olympia-Ticket
2. ↑  Platz drei für Thomas Taranu beim ersten Olympia-Test

| Personendaten    | Personendaten         |
| ---------------- | --------------------- |
| NAME             | Taranu, Thomas        |
| KURZBESCHREIBUNG | deutscher Kunstturner |
| GEBURTSDATUM     | 15. August 1987       |